# Mafia Queens of Mumbai
Mafia Queens of Mumbai: Stories of women from the ganglands est un roman policier indien de 2011 écrit par Hussain Zaidi, basé sur des faits réels et d'après des recherches de la journaliste Jane Borges. Il raconte 13 histoires vraies de femmes impliquées dans des activités criminelles à Mumbai. Rajkummar Rao, Radhika Apte et Kalki Koechlin ont prêté leur voix pour la version audio du livre chez audible.

## Avis de la critique
Selon Matt Daniels, du journal Mint : « Il s'agit d'une poignée de femmes qui ont vécu sans peur et dont Mafia Queens célèbre l'esprit. Mais les vrais héros sont Zaidi et Borges, qui se sont aventurés sans se laisser décourager dans les recoins sombres de la ville pour les mettre en lumière ». Selon la critique de Zara Murao, d'Hindustan Times : « Il est difficile de dire à quel point Mafia Queens est apocryphe, étant donné que chacune des 13 histoires est reconstituée à partir de documents officiels, de rapports judiciaires et d'anecdotes de la famille ou de proches du sujet. Le récit, cependant, vibre de drame, d'intrigue et de pathétique inattendu ».
J. Srinivasan, de The Hindu Business Line, a remarqué qu'il était « vraiment fascinant de lire avec quelle aisance et efficacité ces femmes se glissent dans différents rôles ». Alpana Chowdhury, du Daily News and Analysis, a déclaré : « Du choix des portraits de femmes au style d'écriture racé, tout est calculé pour rendre ce livre captivant ». Pour Kankana Basu, de The Hindu, « Mafia Queens, en raison de sa simplicité très austère, est une révélation, un festin rare pour l'amateur exigeant de polars ».
Le réalisateur Sanjay Leela Bhansali a annoncé la sortie du film Gangubai Kathiawadi basé sur le chapitre du livre intitulé Gangubai Kothewali. Le film, mettant en vedette Alia Bhatt dans le rôle principal, est sorti le 25 février 2022.